# Galhausen
Galhausen is een dorp in Lommersweiler, deelgemeente van de stad Sankt Vith in de Belgische provincie Luik.
Galhausen ligt 3,5 kilometer ten noordwesten van het dorpscentrum van Lommersweiler en drie kilometer ten zuiden van het stadscentrum van Sankt Vith. Anderhalve kilometer ten zuidoosten ligt het dorpje Neidingen. Galhausen ligt langs het riviertje de Braunlauf .

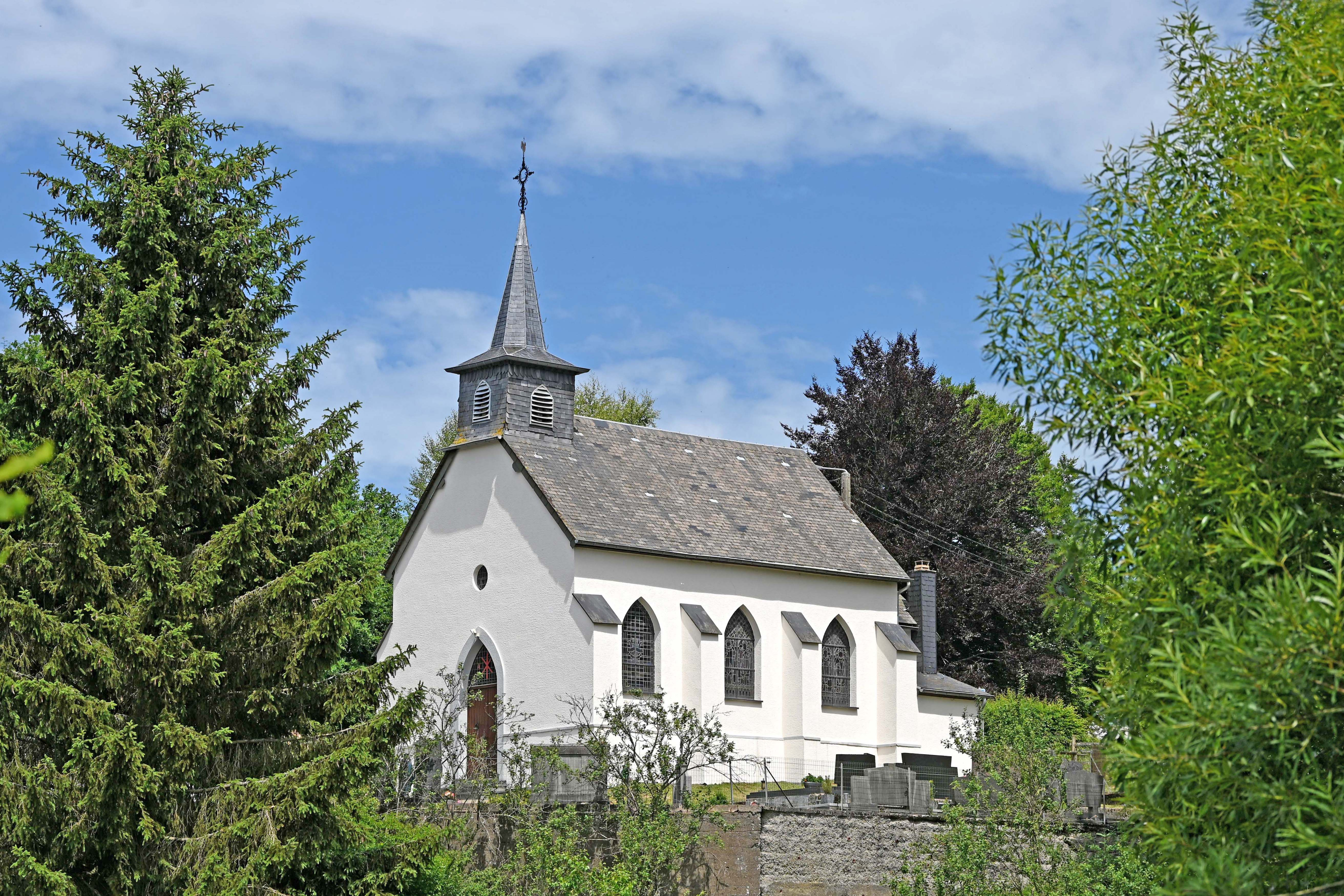
Kapelle zur Heiligen Familie

## Geschiedenis
De Ferrariskaart uit de jaren 1770 toont hier het gehuchtje Galhausen.
Op het eind van het ancien régime, toen tijdens de Franse bezetting eind 18de eeuw de gemeenten werden gecreëerd, werd het dorp ondergebracht in de gemeente Lommersweiler. Na de Franse bezetting ging het gebied naar Pruisen.
Na de Eerste Wereldoorlog werd de plaats met de Oostkantons bij België aangehecht.
Bij de gemeentelijke fusies van 1977 kwam Galhausen met Lommersweiler bij de gemeente Sankt Vith.

## Bezienswaardigheden
- De Kapelle zur Heiligen Familie (Heilige-Familiekapel)

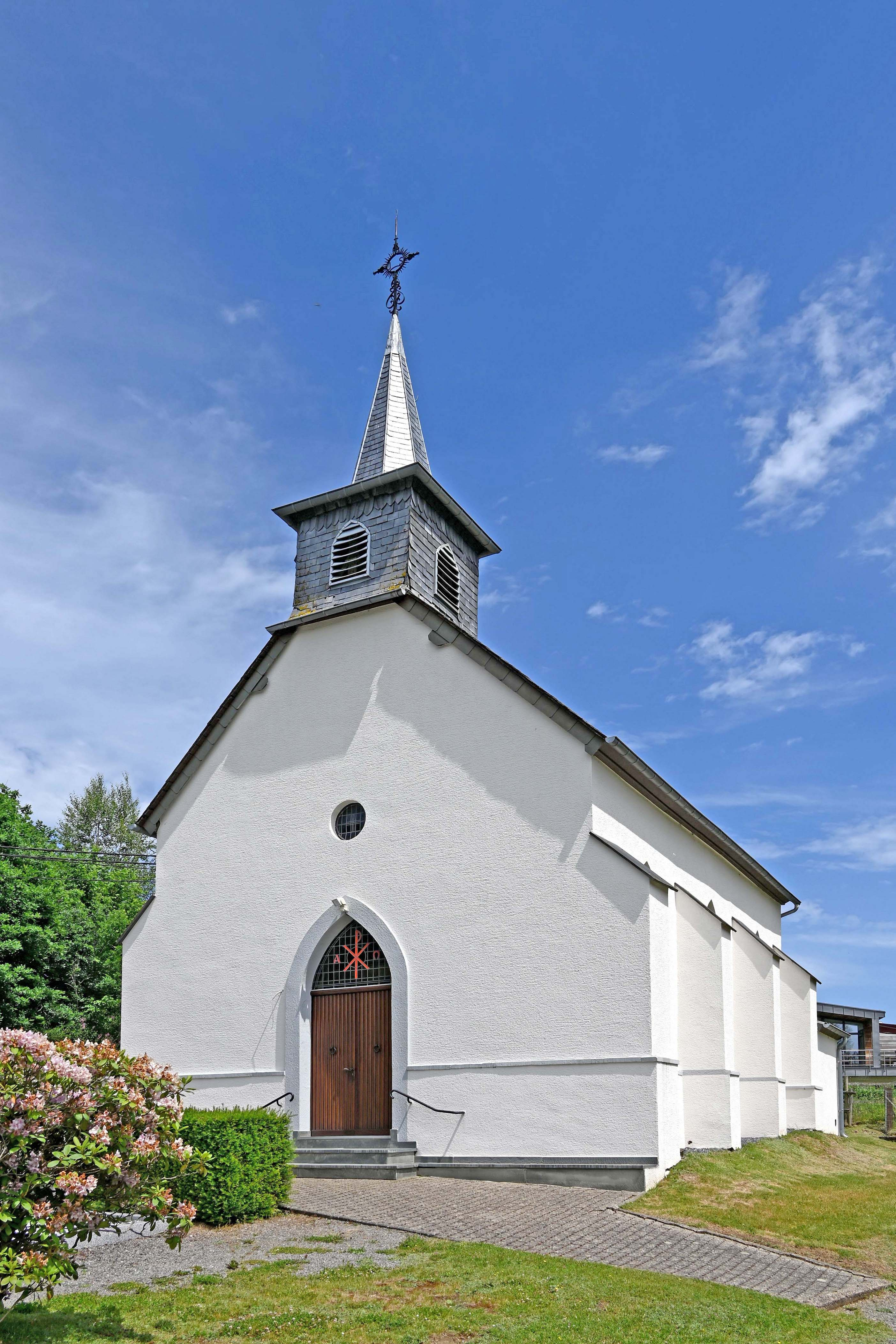
Kapelle zur Heiligen Familie

## Verkeer en vervoer
Minder dan een kilometer ten noorden en oosten het dorp ligt de autosnelweg A27/E42.
Deelgemeenten: Crombach · Lommersweiler · Recht · Sankt Vith · Schönberg

Overige kernen: Alfersteg · Amelscheid · Andler · Atzerath · Breitfeld · Eiterbach · Emmels (Nieder-Emmels · Ober-Emmels) · Galhausen · Heuem · Hinderhausen · Hünningen · Mackenbach · Neidingen · Neubrück · Neundorf ·  Rödgen · Rodt · Schlierbach · Setz · Steinebrück · Wallerode · Weppeler · Wiesenbach

Belgische gemeenten · Duitstalige Gemeenschap · Arrondissement Verviers · Luik · Wallonië